# Saint-Hilaire (Isère)
Saint-Hilaire(-du-Touvet) is een plaats en voormalige gemeente in het Franse departement Isère in de regio Auvergne-Rhône-Alpes en telt 1734 inwoners (2004). De plaats maakt deel uit van het arrondissement Grenoble.

## Geschiedenis
Saint-Hilaire is op 1 januari 2019 gefuseerd met de gemeenten Saint-Bernard en Saint-Pancrasse tot de gemeente Plateau-des-Petites-Roches. 
In 1920 is een kabelspoorweg aangelegd om een niveauverschil van 700 meter te overbruggen.

## Geografie
De oppervlakte van Saint-Hilaire bedraagt 8,6 km², de bevolkingsdichtheid is 201,6 inwoners per km². Saint-Hillaire ligt op het Plateau des Petites-Roches, een plateau aan de oostflank van de Chartreuse, met uitzicht op de Dent de Crolles.
De onderstaande kaart toont de ligging van Saint-Hilaire (Isère) met de belangrijkste infrastructuur en aangrenzende gemeenten.

## Demografie
Onderstaande figuur toont het verloop van het inwonertal.